# Nycterimorpha papuana
Nycterimorpha papuana är en tvåvingeart som först beskrevs av Joseph Charles Bequaert 1925.  Nycterimorpha papuana ingår i släktet Nycterimorpha och familjen Nemestrinidae. Inga underarter finns listade i Catalogue of Life.